# Brachystegia kennedyi
Brachystegia kennedyi Hoyle è una pianta della famiglia delle Fabacee (sottofamiglia Detarioideae), nativa dell'Africa.

## Distribuzione e habitat
Questa specie è segnalata in Camerun e Nigeria.

## Conservazione
La Lista rossa IUCN classifica Brachystegia kennedyi come specie vulnerabile.